# Medea Colleoni

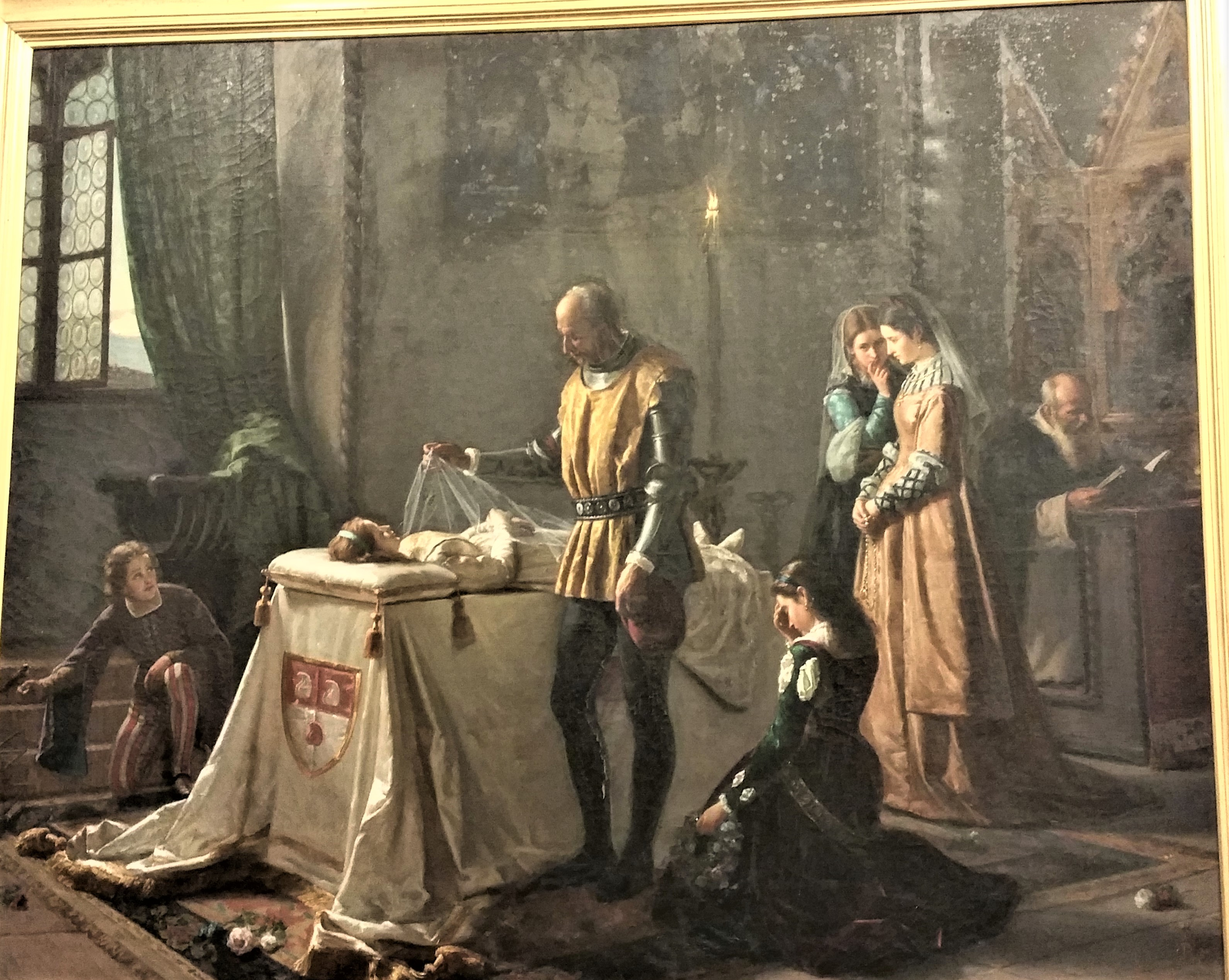
Ponziano Loverini, L'ultimo saluto del Colleoni alla figlia Medea, castello di Thiene, 1871.

Medea Colleoni (1455 – Romano di Lombardia, 6 marzo 1470) è stata una nobildonna italiana.

## Biografia
Medea era figlia illegittima del celebre condottiero Bartolomeo Colleoni.
Morì all'età di quattordici anni. il 6 marzo 1470 e venne inizialmente sepolta nel santuario Madonna della Basella a Basella in un sarcofago di marmo, opera di Giovanni Antonio Amadeo, con una grande iscrizione in marmo sopra la figura distesa della giovane che dice che qui giace Medea, la figlia vergine di Bartolomeo Colleoni e attesta che i lavori furono conclusi dopo la morte del Colleoni, quindi dopo il novembre 1475:" HIC IACET MEDEA VIRGO FILIA QVONDAM ILLVSTRIS ET / EX.L.I D. BARTHOLOMEI COLIONI DE ANDEGAVIA SER.MI DU. D. / VENETIAR. CAPIT. GENERALIS 1470 DIE 6 MARCI". Il monumento è firmato in basso "JOVANES ANTONIUS DE AMADEIS FECIT HOC OPUS". 
La salma della figlia prediletta e il monumento furono acquistati dal Luogo Pio Colleoni per essere trasferiti nella cappella nel 1842 nella Cappella Colleoni a Bergamo, dove era sepolto il condottiero. Nel sarcofago venne anche trovato l'uccellino di Medea, forse un cardellino, suo compagno di giochi, morto nello stesso giorno ed imbalsamato per ordine del padre, che è conservato sotto una campana di vetro nella cappella.
Nel 2023 le viene dedicata una mostra “IO, MEDEA. La leggenda bianca del Rinascimento lombardo” che ripropone la storia della giovane non solo come leggenda ma raccontando di lei anche quello che il destino le avrebbe riservato se non fosse morta in così giovane età. Il ritrovamento di un piccolo lembo di tessuto riconducibile all'abito che indossava al momento della sua sepoltura è stato oggetto di studio e di riproduzione, ed è possibile visionare nel percorso della mostra.

## Citazioni
la nella cerchia ove le primavere

della morte una candida colomba
reca, Medea nata del Condottare

di bronzo, quella che i suoi rosei marmi

disfoglia come rose di verziere.»
(Gabriele D'Annunzio, Merope, La canzone di Mario Bianco)

## Galleria d'immagini

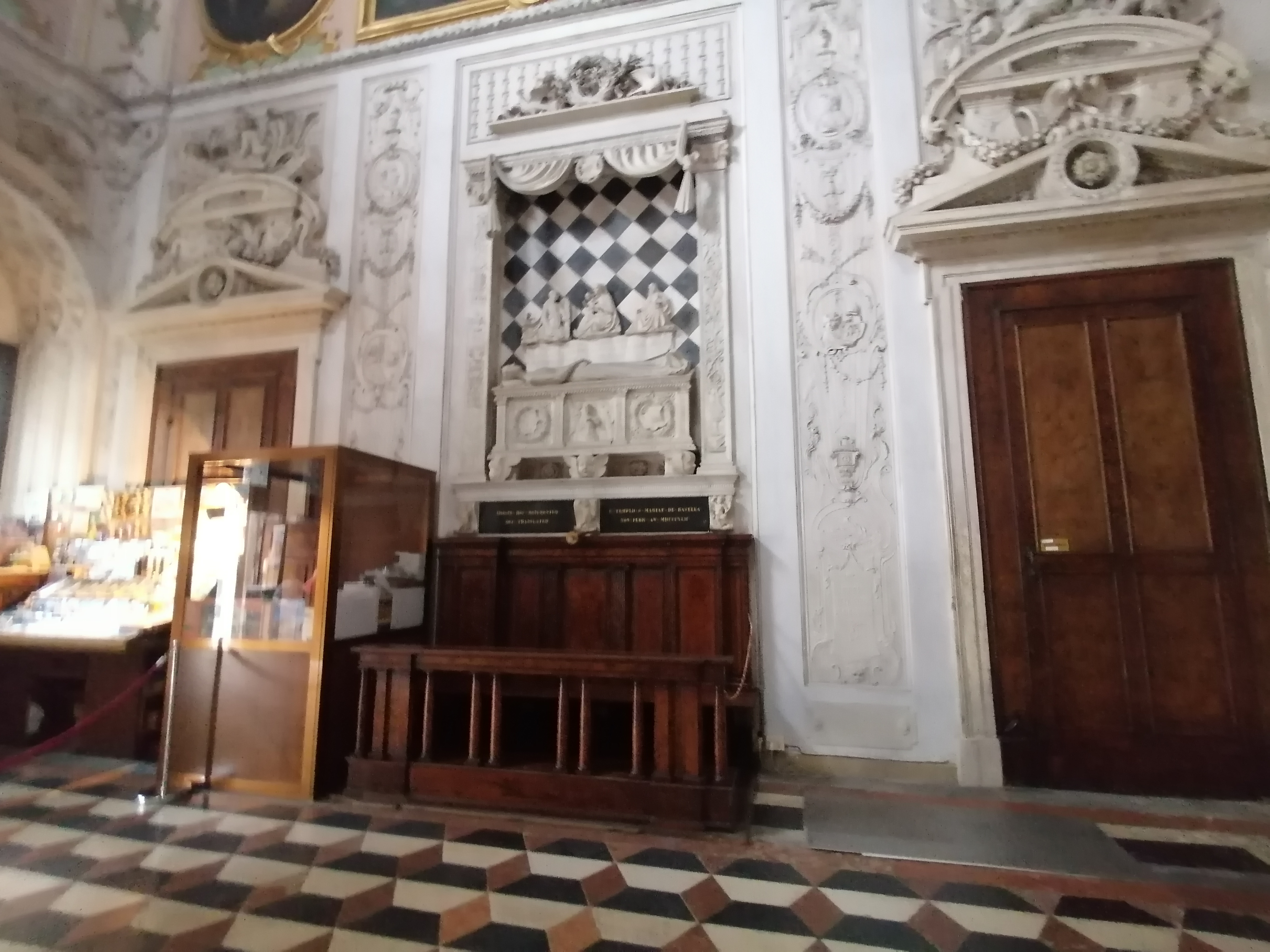
Bergamo, interno della Cappella Colleoni
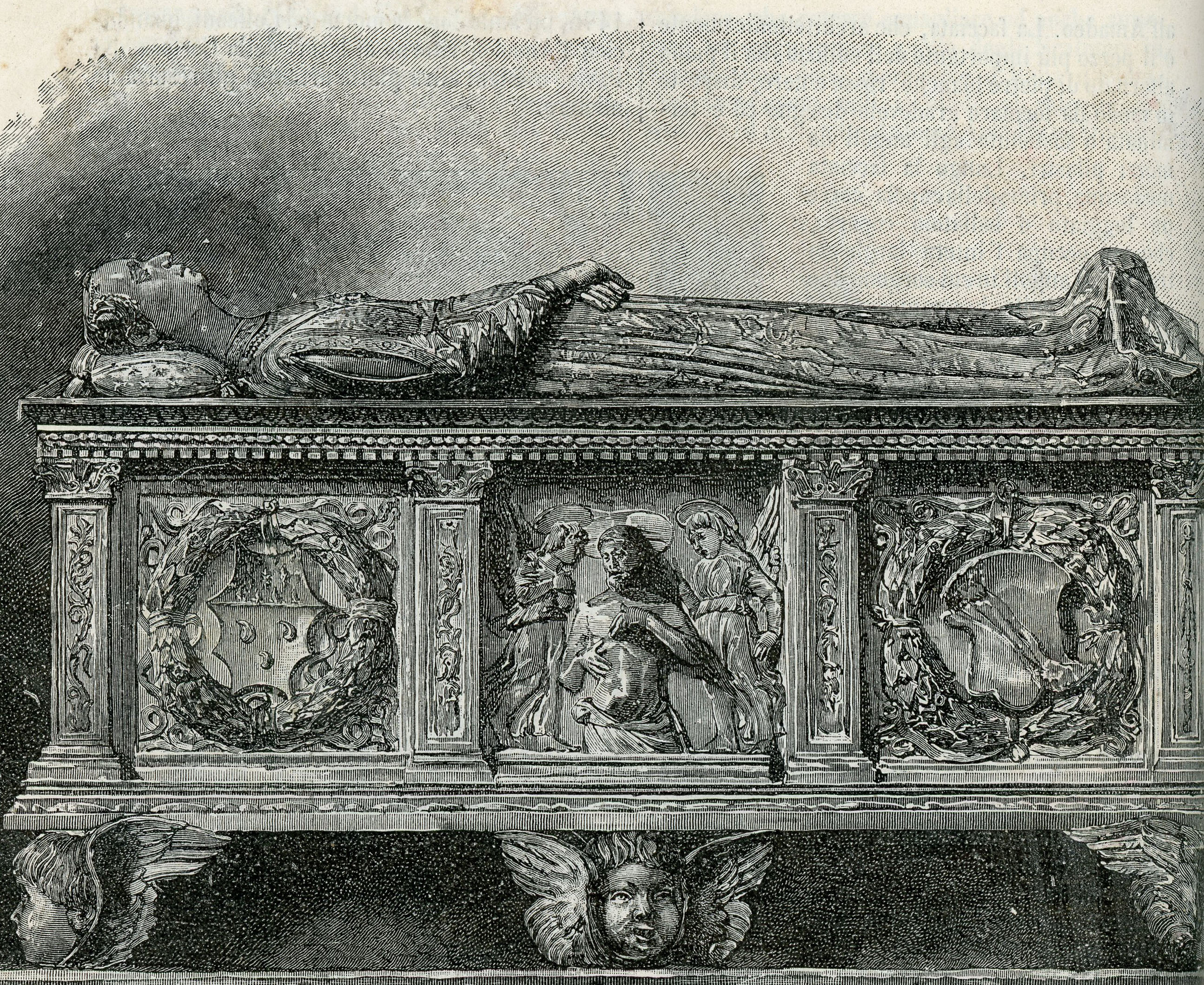
Cappella Colleoni, tomba di Medea, xilografia, 1898
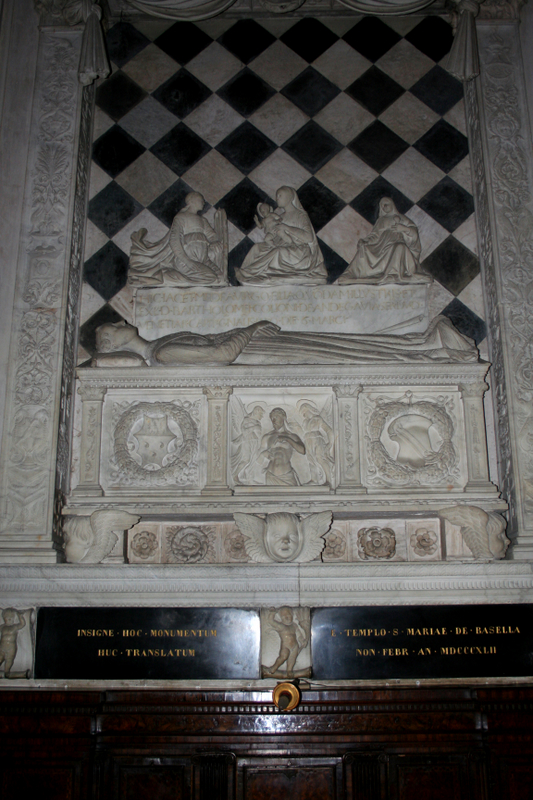
Cappella Colleoni, tomba di Medea
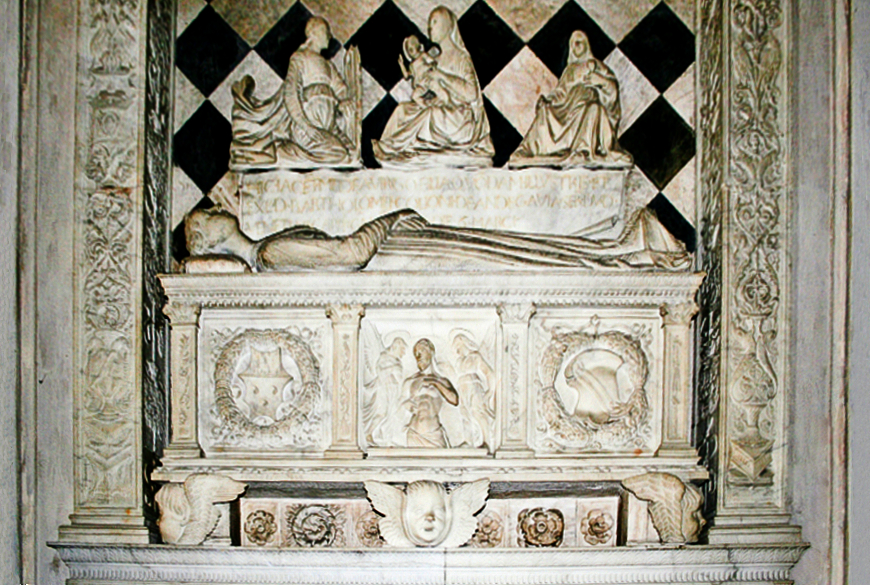
Cappella Colleoni, tomba di Medea
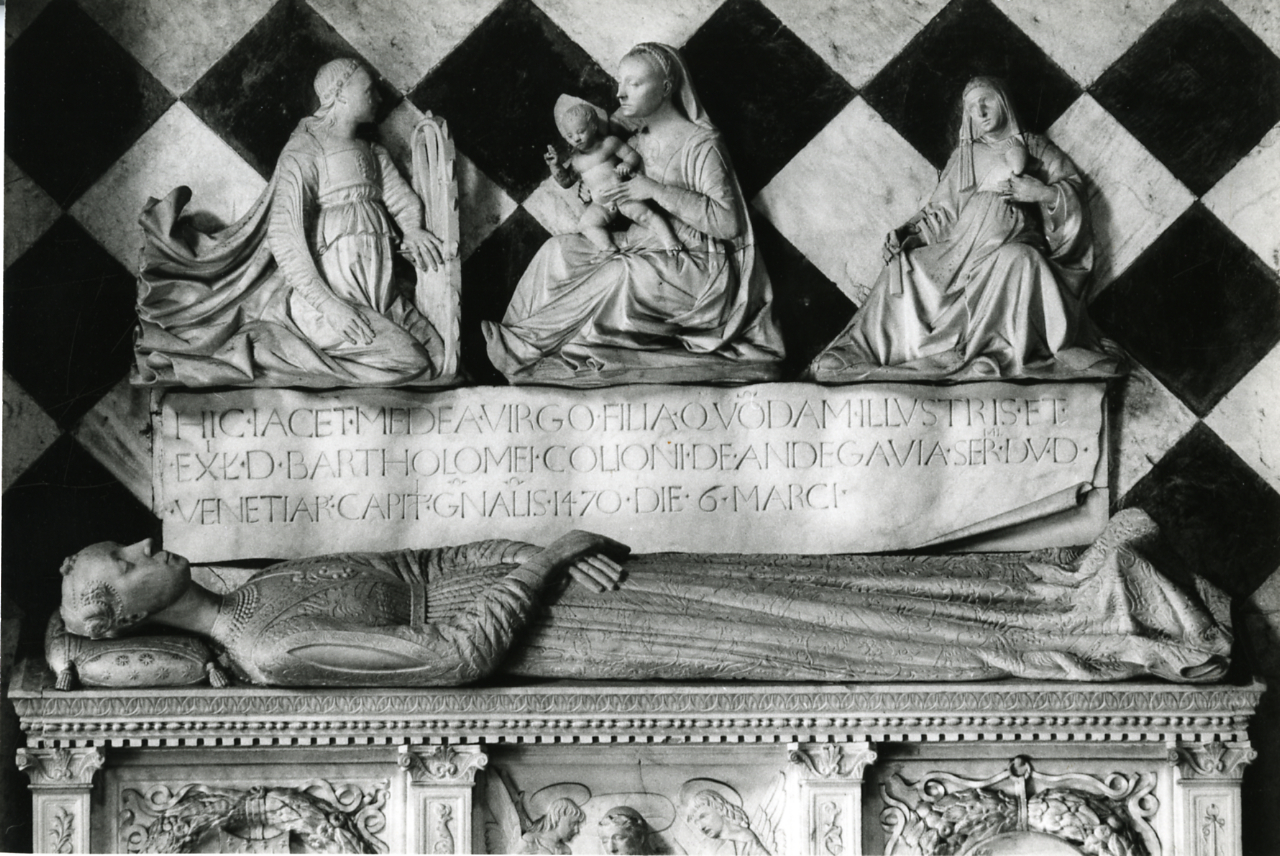
Cappella Colleoni, tomba di Medea